# Weare
Weare is een civil parish in het bestuurlijke gebied Sedgemoor, in het Engelse graafschap Somerset met 658 inwoners.